# プリマス
プリマス（Plymouth）は、イングランド南西部のデヴォン州にある港湾都市で、行政はシティかつ単一自治体 (Unitary Authority)である。
17世紀、ピューリタン（清教徒）を含んだピルグリム・ファーザーズの一団、102名はこの港からメイフラワー号に乗船し、新大陸に向かった。その到着地点となった海岸部が、現在のアメリカ東部マサチューセッツ州の都市プリマスに当たる（彼らが出発地と同じ名を名づけたとよく言われるが、実際は同名の地に偶然到着したのである）。現在はイギリス国内有数の港湾都市、およびイギリス海軍の重要な軍港として知られている。

## 歴史
古代にはケルト系民族が居住していて、ここから西のペンウィズ半島一帯は後にコーンウォール（Cornwall）地方と呼ばれた。また現在フランス北西部のブルターニュ地方の住民は、4、5世紀にアングロサクソン民族の来襲によって、この一帯から英仏海峡を渡って移住した民族が先祖とされる。今もケルト系の言語、コーンウォール語が小規模ながら伝承されている。
16世紀になるとゴールデン・ハインド号を旗艦とするフランシス・ドレークなどの探検家達の遠征基地となった。1588年にはスペインの無敵艦隊と会戦するためイギリス海軍がこの地から出航し、1620年にはピューリタンらがメイフラワー号に乗船して出航した。

## 地理

### 気候
冬季は雨の降る日が多く、比較的温暖であるため降雪はまれである。その為冬季は日照時間が少ないものの、夏季はアゾレス高気圧に覆われる日が多く、日照時間の多い非常に過ごしやすい季節となる。
| プリマス 1981–2010, 極値 1960–の気候 | プリマス 1981–2010, 極値 1960–の気候 | プリマス 1981–2010, 極値 1960–の気候 | プリマス 1981–2010, 極値 1960–の気候 | プリマス 1981–2010, 極値 1960–の気候 | プリマス 1981–2010, 極値 1960–の気候 | プリマス 1981–2010, 極値 1960–の気候 | プリマス 1981–2010, 極値 1960–の気候 | プリマス 1981–2010, 極値 1960–の気候 | プリマス 1981–2010, 極値 1960–の気候 | プリマス 1981–2010, 極値 1960–の気候 | プリマス 1981–2010, 極値 1960–の気候 | プリマス 1981–2010, 極値 1960–の気候 | プリマス 1981–2010, 極値 1960–の気候 |
| 月                                   | 1月                                  | 2月                                  | 3月                                  | 4月                                  | 5月                                  | 6月                                  | 7月                                  | 8月                                  | 9月                                  | 10月                                 | 11月                                 | 12月                                 | 年                                   |
| ------------------------------------ | ------------------------------------ | ------------------------------------ | ------------------------------------ | ------------------------------------ | ------------------------------------ | ------------------------------------ | ------------------------------------ | ------------------------------------ | ------------------------------------ | ------------------------------------ | ------------------------------------ | ------------------------------------ | ------------------------------------ |
| 最高気温記録 °C （°F）               | 14.4 (57.9)                          | 14.6 (58.3)                          | 18.3 (64.9)                          | 24.1 (75.4)                          | 25.9 (78.6)                          | 31.6 (88.9)                          | 31.0 (87.8)                          | 30.9 (87.6)                          | 26.3 (79.3)                          | 23.0 (73.4)                          | 17.1 (62.8)                          | 16.1 (61)                            | 31.6 (88.9)                          |
| 平均最高気温 °C （°F）               | 8.8 (47.8)                           | 8.8 (47.8)                           | 10.5 (50.9)                          | 12.6 (54.7)                          | 15.6 (60.1)                          | 18.0 (64.4)                          | 19.9 (67.8)                          | 20.0 (68)                            | 18.1 (64.6)                          | 14.8 (58.6)                          | 11.8 (53.2)                          | 9.5 (49.1)                           | 14.0 (57.2)                          |
| 平均最低気温 °C （°F）               | 4.0 (39.2)                           | 3.6 (38.5)                           | 4.8 (40.6)                           | 5.9 (42.6)                           | 8.8 (47.8)                           | 11.2 (52.2)                          | 13.3 (55.9)                          | 13.4 (56.1)                          | 11.6 (52.9)                          | 9.3 (48.7)                           | 6.4 (43.5)                           | 4.5 (40.1)                           | 8.1 (46.6)                           |
| 最低気温記録 °C （°F）               | −8.8 (16.2)                          | −7 (19)                              | −7 (19)                              | −2.4 (27.7)                          | −0.5 (31.1)                          | 2.9 (37.2)                           | 6.1 (43)                             | 5.9 (42.6)                           | 1.9 (35.4)                           | −1 (30)                              | −3.4 (25.9)                          | −5.7 (21.7)                          | −8.8 (16.2)                          |
| 降水量 mm （inch）                   | 108.3 (4.264)                        | 84.1 (3.311)                         | 78.0 (3.071)                         | 66.9 (2.634)                         | 63.8 (2.512)                         | 57.2 (2.252)                         | 62.3 (2.453)                         | 67.4 (2.654)                         | 73.7 (2.902)                         | 113.4 (4.465)                        | 113.4 (4.465)                        | 118.8 (4.677)                        | 1,007.4 (39.661)                     |
| 平均降水日数                         | 15.1                                 | 11.6                                 | 12.4                                 | 10.9                                 | 10.4                                 | 8.5                                  | 9.4                                  | 10.1                                 | 9.9                                  | 14.4                                 | 15.0                                 | 14.5                                 | 142.1                                |
| 平均月間日照時間                     | 61.9                                 | 85.5                                 | 123.3                                | 187.5                                | 224.8                                | 222.8                                | 213.8                                | 204.4                                | 160.8                                | 115.5                                | 75.3                                 | 54.5                                 | 1,730.1                              |
| 出典：Met Office                     |                                      |                                      |                                      |                                      |                                      |                                      |                                      |                                      |                                      |                                      |                                      |                                      |                                      |

### 交通
海洋交通では国内近隣都市、およびヨーロッパ大陸部（フランスのロスコフ、スペインのサンタンデル）へのフェリーの運航が盛んである。

## スポーツ
プリマス・アーガイルFC （Plymouth Argyle Football Club）が、プリマスを拠点とするサッカークラブチームである。

## 出身有名人
- アンジェラ・モーティマー - テニス選手
- ウィリアム・エルフォード・リーチ(William Elford Leach) - 動物学者、生物海洋学者
- ウィリアム・ブライ - イギリス海軍中将
- コーラ・パール - フランス第二帝政期にパリで活躍したクルチザンヌ。ただし出生はロンドンとも。
- ジョン・ホーキンス - 海賊、海軍提督
- チャールズ・ロック・イーストレイク(Charles Lock Eastlake) - 画家
- トーマス・デーリー(Tom Daley) - 飛び込み選手
- ヘンリ・エイヴァリ(Henry Every) - 海賊
- マイケル・フット(Michael Foot) - 政治家、元労働党党首
- メアリ・リード - 海賊
- メイ・サットン - テニス選手
- ルイス・ゴードン・パフ(Lewis Gordon Pugh ) - 自然保護活動家、弁護士、競泳選手

## 姉妹都市
- ブレスト、ブルターニュ地域圏、フランス (1963年提携)
- グディニャ、ポーランド (1976年提携)
- ノヴォロシースク、ロシア (1990年提携)
- サン・セバスティアン、スペイン (1990年提携)
- プリマス、アメリカ合衆国 (2001年提携)